# Ahmed Khodja
Ahmed Khodja, mort en 1647, est dey de Tunis de 1640 à sa mort.

## Biographie
Originaire de Sinope, sur les bords de la mer Noire dans l'actuelle Turquie, et de formation lettrée, il commence sa carrière à Tunis comme khodja, secrétaire du diwan des janissaires en 1628. À la mort du dey Usta Mourad, il parvient à gagner la confiance des officiers janissaires ; il est élu à la fonction de dey de Tunis par l'ensemble du diwan. Il parvient à s'imposer à Hammouda Pacha Bey, second souverain mouradite : il a la suprématie sur l'administration de la capitale, les affaires de la milice turque et sur les garnisons des villes côtières. Le bey Hammouda, de par sa fonction, garde la main sur l'intérieur du pays, les finances et les corsaires de la régence. Ils instaurent une dualité à la tête de l'État tunisien qui perdure pendant près d'un siècle, jusqu'à l'avènement de la dynastie husseinite en 1705.

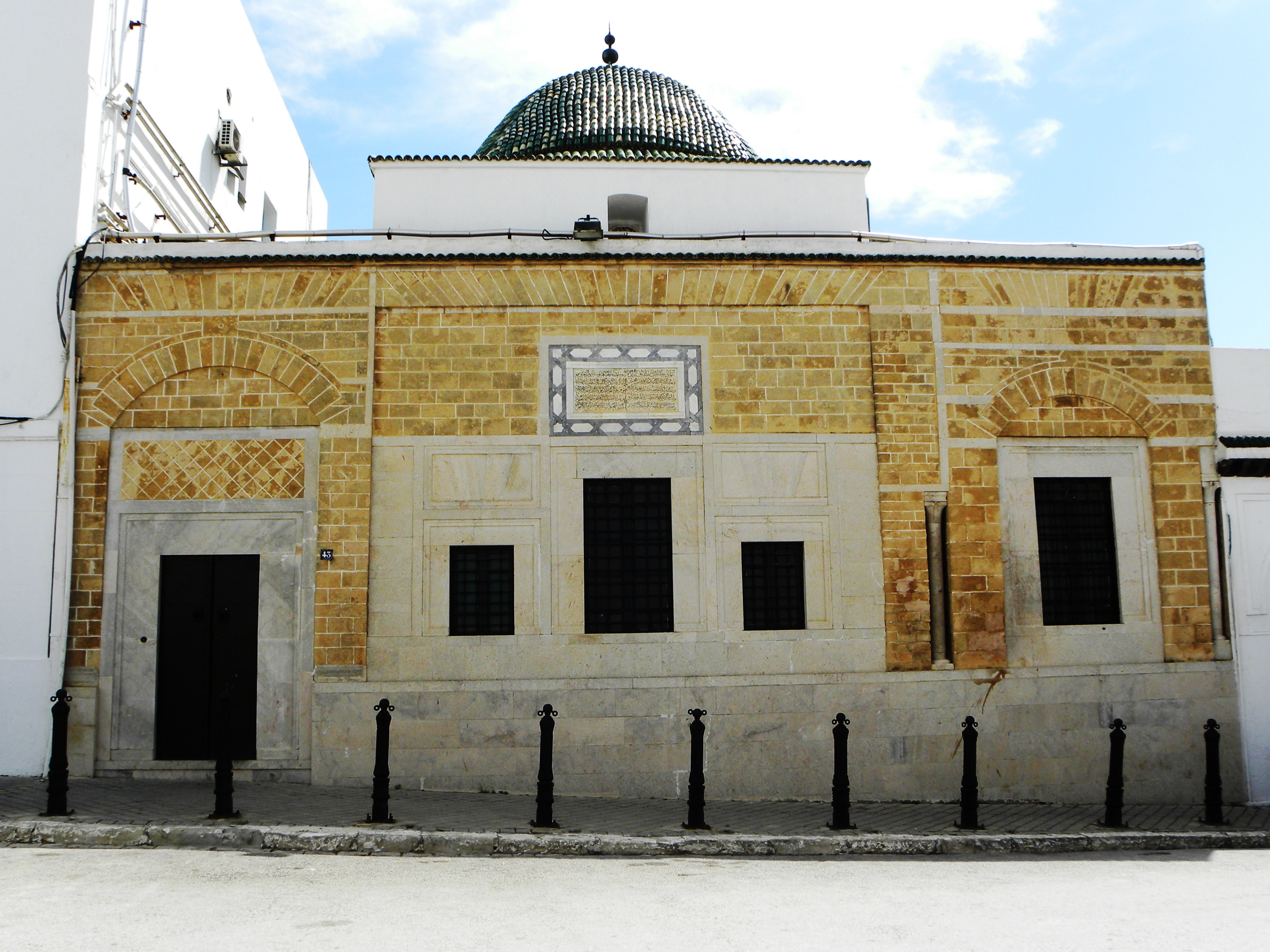
Mausolée d'Ahmed Khodja.

Il fait reconstruire les médersas Ech Chamaiya et El Mountaciriya dans la médina de Tunis. De même, il préside la construction du second fort du port de La Goulette après l'attaque menée en 1640 par les Hospitaliers de l'ordre de Saint-Jean de Jérusalem. Il fait également construire son mausolée à dôme vert, où sont enterrés sa femme Turkia Bent el Hadj Mohamed Arnaout et ses enfants (deux filles et un garçon), dans l'angle du Dar El Bey, à l'entrée du souk El Bchamakiya. On retrouve ses descendants à Tunis jusqu'au milieu du XIXe siècle.

## Descendance
Son fils est le célèbre et mystérieux prince Mohamed Chelebi, alias Don Philippe d'Afrique. Lorsque son père est encore secrétaire du diwan, il s'engage sur une galère corsaire. Son père devenu dey de Tunis, il est nommé par celui-ci gouverneur du port corsaire de Porto Farina en 1640. Une immense fortune rapidement acquise et une fréquentation du milieu corsaire méditerranéen font de lui un personnage haut en couleur et excentrique, vivant dans son palais de La Soukra. Il épouse par ailleurs la fille du bey Hammouda. Parvenu au fait du pouvoir, il effectue un voyage en Europe, où il rencontre le roi d'Espagne puis le pape Innocent X, et se convertit au christianisme sous le nom de Don Philippe. Il revient à Tunis après la mort de son père, en 1650.